# 尹万石
尹 万石（ユン・マンソク、朝鮮語: 윤만석/尹萬石、1911年6月19日または1912年6月9日または1912年6月27日 - 1988年8月18日）は、大韓民国の検察官、裁判官、弁護士、政治家。第3代韓国国会議員。本貫は海南尹氏。

## 経歴
日本統治時代の慶尚北道聞慶郡（現・聞慶市）または尚州郡（現・尚州市）出身。聞慶公立普通学校卒、独学で朝鮮弁護士試験合格。大邱地方法院検事局検事、大邱地方法院密陽支院判事、大邱地方検察庁次長検事、清州地方検察庁・釜山地方検察庁検事長を務めた。1954年の第3代総選挙で無所属で当選した後、自由党に入党し、国会法制司法委員会委員長・金聖柱事件特別調査委員会委員長・晋州市長選挙事件調査委員会委員長を務めたが、その後反党分子として自由党から除名された。政界引退後はまた弁護士として活動した。
1988年8月18日、中大龍山病院で死去。